# Triunghiul etern
Triunghiul etern e o scurtă colecție de povestioare scrisă de Agatha Christie și publicată prima oară în Marea Britanie de către Collins Crime Club pe data de 15 martie 1937. În Statele Unite ale Americii, cartea a fost publicată de Dodd, Mead and Company sub titlul ,,Dead Man's Mirror'' (,,Oglinda mortului'') în iunie, însă o poveste este lipsă : ,,The Incredible Theft'' (,,Incredibilul jaf'') ; ediția Berkeley Books din 1987 include toate cele patru povești. Toate scrierile îl au ca protagonist pe Hercule Poirot. Ediția britanică a vândut cartea cu șapte șilingi și șase penny, iar ediția din SUA cu doi dollari.

## Rezumat

### Misterul micului diplomat
Inspectorul Japp îl întreabă pe detectivul Poirot dacă dorește să-l întovărășească în ceea ce privește o crimă petrecută în Bardsley Garden Mews unde o domnișoară Barbara Allen s-a împușcat în seara de celebrare lui Guy Fawkes, momentul fiind mascat de zgomotul artificiilor de afară. Odată ajunși acolo, ei află prin intermediul medicului că există ceva ciudat în legătură cu moartea tinerei văduve. Doamna Allen a fost găsită de colega sa de casă, domnișoară Jane Plenderleith, care a fost plecată în oraș noaptea trecută. Victima a stat închisă în camera ei și a fost împușcată la nivelul capului, arma fiind găsită în mâna ei. Medicul subliniază faptul că arma este în mâna dreaptă, în timp ce rana este deasupra urechii stângi - reieșind că e imposibil de a trage cu mâna dreaptă. În acest caz, crima e făcută să pară sinucidere. Cel care a săvârșit omorul se vede ca este un criminal neobisnuit de incompetent.